# جان میندورف

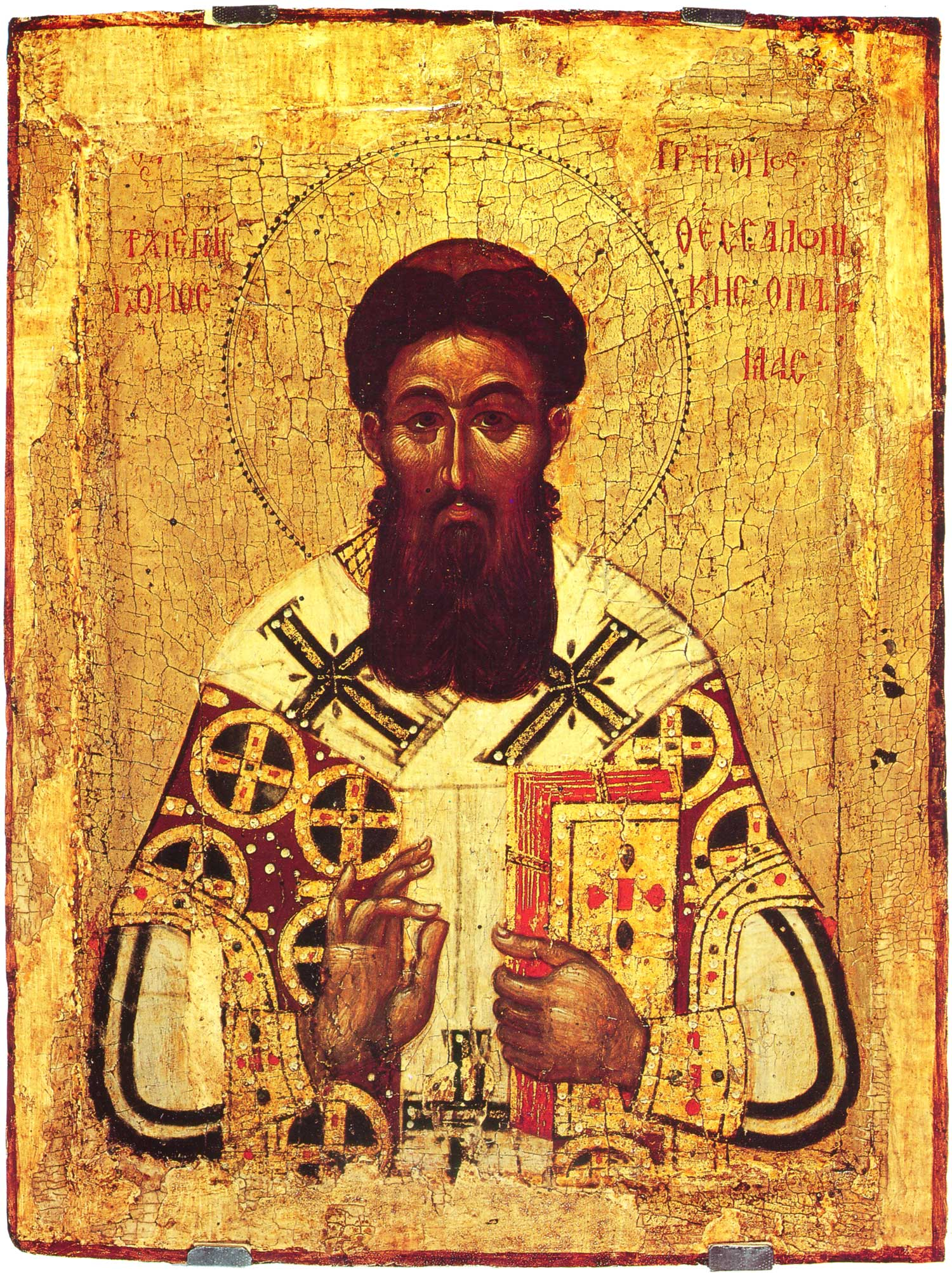
جان میندورف اهل روسیه

جان میندورف (انگلیسی: John Meyendorff; ۱۷ فوریهٔ ۱۹۲۶ – ۲۲ ژوئیهٔ ۱۹۹۲) استاد دانشگاه اهل روسیه بود.
وی همچنین برندهٔ جوایزی همچون کمک‌هزینه گوگنهایم شده‌است.